# هبكي (سقز)
قرية هبكي (بالكردية: ھەبەکی) هي إحدى القرى التابعة لـسرا في ريف قسم مركزي من مقاطعة سقز، في محافظة كردستان الإيرانية.

## السكان
حسب إحصاءات سنة 2006، بلغ إجمالي السكان في هبكي 201 نسمة وعدد المساكن 43 مسكن. لغة سكان هبكي هي اللغة الكردية و هم من أهل السنة والجماعة والمذهب الشافعي.